# Olivia Wunsch
Olivia Wunsch (North Sydney, 31 maggio 2006) è un nuotatrice australiana.
Il 27 luglio 2024, ai Giochi olimpici di Parigi 2024 si è laureata campionessa olimpica della staffetta 4x100 metri stile libero, con cui ha gareggiato solamente in batteria, insieme a Bronte Campbell, Meg Harris, Emma McKeon, Mollie O'Callaghan e Shayna Jack

## Palmarès

### Competizioni internazionali
| Anno | Manifestazione     | Sede      | Evento       | Risultato | Prestazione | Note  |
| ---- | ------------------ | --------- | ------------ | --------- | ----------- | ----- |
| 2023 | Mondiali giovanili | Netanya   | 50m sl       | Oro       | 24"59       |       |
| 2023 | Mondiali giovanili | Netanya   | 100m sl      | Oro       | 53"71       |       |
| 2023 | Mondiali giovanili | Netanya   | 4x100m sl    | Oro       | 3'36"52     |       |
| 2023 | Mondiali giovanili | Netanya   | 4x100m mx    | Oro       | 4'00"86     |       |
| 2023 | Mondiali giovanili | Netanya   | 4x100m sl mx | Oro       | 3'24"29     |       |
| 2023 | Mondiali giovanili | Netanya   | 50m farfalla | Oro       | 26"53       |       |
| 2024 | Giochi olimpici    | Parigi    | 4x100m sl    | Oro       | 3'09"28     | [ 1 ] |
| 2025 | Mondiali           | Singapore | 4x100m sl    | Oro       | 3'30"60     |       |